# Arconci de Vivièrs
Arconci o Arcont de Vivièrs (Vivièrs?, s. VII - Viviers, ca. 745) fou bisbe de Viviers a mitjan segle viii. És venerat com a sant per diverses confessions cristianes.

## Biografia
No se'n sap gran cosa. Fou bisbe de Vivièrs i fou mort per la multitud, que s'hi enfrontà per una qüestió de drets de l'Església. Hauria succeït el bisbe Ardulf. Va morir entre el 740 i el 745 i fou succeït per Eribau. Mentre que el martirologi manuscrit de Vivièrs del segle xvi diu que fou víctima del poble, estudis recents diuen que podria haver mort a mans de bandes franques que van envair la ciutat des del nord. Segons el martirologi, "per la defensa de les llibertats de la seva església, confongué els seus enemics, fou colpejat i insultat pels habitants de Vivièrs. Fou decapitat per ells al lloc de la Trau."
És considerat màrtir.